# Otolithes
Otolithes is een geslacht van straalvinnige vissen uit de familie van ombervissen (Sciaenidae). Het geslacht is voor het eerst wetenschappelijk beschreven in 1817 door Oken (ex Cuvier).

## Soorten
- Otolithes cuvieri Trewavas, 1974
- Otolithes ruber (Bloch & Schneider, 1801)